# Chevalier Paul (1932)
Chevalier Paul var en av sex stora jagare (contre-torpilleurs) av Vauquelin-klass som byggdes för den franska flottan (Marine Nationale) under 1930-talet. Fartyget togs i tjänst 1934 och tillbringade större delen av sin karriär i Medelhavet. Under det spanska inbördeskriget 1936-1939 var hon ett av de fartyg som hjälpte till att upprätthålla icke-interventionsavtalet. När Frankrike förklarade krig mot Tyskland i september 1939 tilldelades alla Vauquelin-klass jagare till högsjöstyrkorna (Forces de haute mer (FHM)) som hade till uppgift att eskortera franska konvojer och stödja de andra kommandona efter behov. Chevalier Paul placerades kortvarigt i Skottland i början av 1940 för att stödja de allierade styrkorna i den norska kampanjen, men återvände till Medelhavet i tid för att delta i Operation Vado, en attack  mot italienska kustanläggningar efter att Italien gått med i kriget i juni.
Fartyget tilldelades Vichyfrankrikes FHM när det reformerades efter vapenstilleståndet den 22 juni 1940. Hon försökte transportera ammunition till franska Libanon efter att det invaderats av de allierade styrkorna i juni 1941, men sänktes utanför franska Syriens kust av brittiska flygplan.

## Design och beskrivning

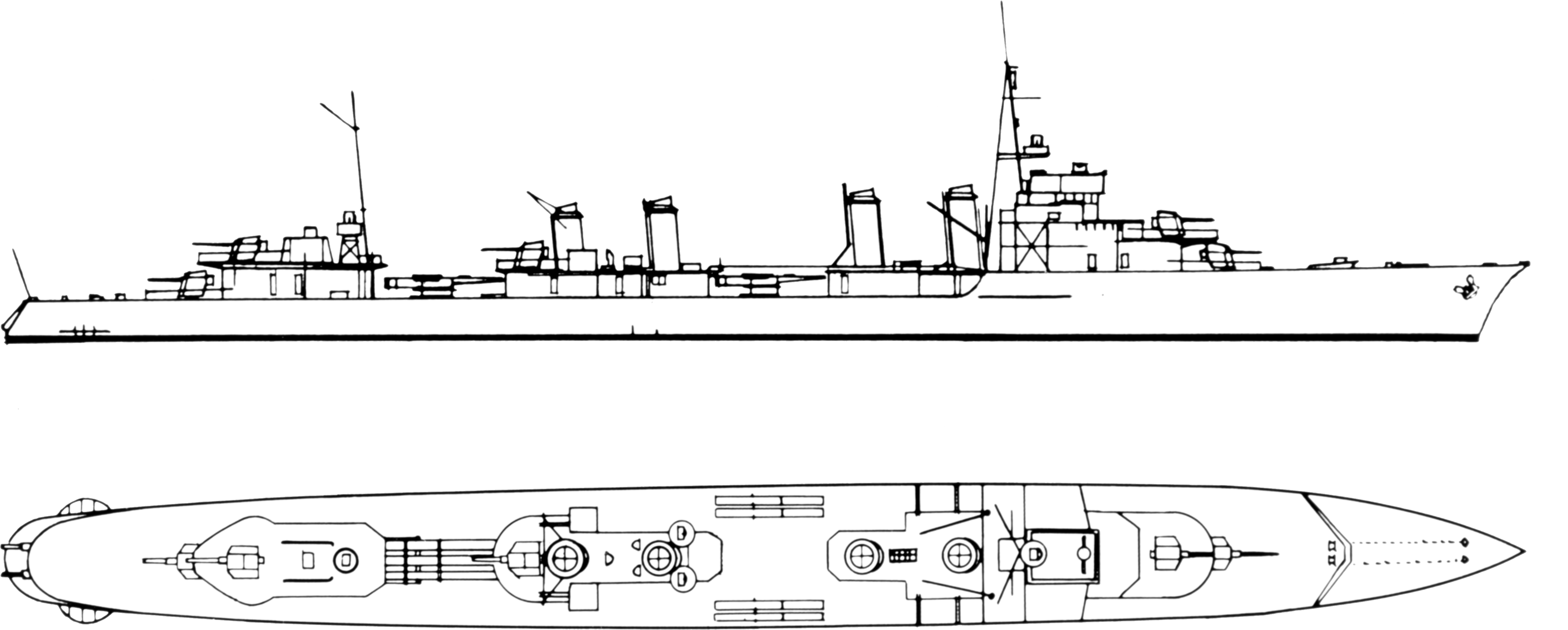
Planritning över en Vauquelin-klass jagare

Fartygen i Vauquelin-klassen konstruerades som förbättrade versioner av de tidigare jagarna i Aigle-klassen. De hade en total längd på 129,3 meter, en bredd på 11,8 meter, och ett djupgående på 4,97 meter. Fartygens deplacement var 2 441 ton vid standardlast och 3 120 ton vid fullast. De drevs av två växlade ångturbiner som var och en drev en propelleraxel med ånga från fyra Du Temple-pannor. Turbinerna var konstruerade för att producera 64.000 hästkrafter (47.000 kW; 63.000 shp), vilket kunde driva fartygen i 36 knop (67 km/h). Under sjötesterna den 3 mars 1934 gav Chevalier Pauls Parsons-turbiner 70 575 PS (51 908 kW; 69 610 shp) och hon nådde 39,1 knop (72,4 km/h) under en timme. Fartygen medförde tillräckligt med bränsle för att ge dem en räckvidd på 3 000 nautiska mil (5 600 km) vid 14 knop (26 km/h). Besättningen bestod av 10 officerare och 201 sjömän i fredstid och 12 officerare och 220 man i krigstid.
Vauquelin-klassens huvudbestyckning bestod av fem 13,9 cm kanoner av modell 1927 i enkla skyddade fästen, ett par för och akter om överbyggnaden och den femte kanonen bakom den aktre skorstenen. Deras luftvärn bestod av fyra 37-millimeters Modèle 1927-kanoner i enkelmontage placerade midskepps och två tvillingmontage för 13,2-millimeters Hotchkiss Modèle 1929-kulsprutor på fördäcket bredvid bryggan. Fartygen hade två tvillingfästen för 55 cm torpedtuber över vattnet, ett par på varje bredsida mellan varje par skorstenar samt ett trippelfäste akter om det bakre paret skorstenar som kunde avfyras åt båda sidor. Ett par sjunkbombsrälsar var inbyggda i aktern; dessa rymde totalt sexton 200-kilos sjunkbomber, med ytterligare åtta i reserv. De var också utrustade med ett par sjunkbombskastare, en på varje sida jämsides med de akterliga skorstenarna, för vilka de hade ett dussin 100 kilogram sjunkbomber. Fartygen kunde utrustas med räls för att släppa 40 Breguet B4 530 kilogram sjöminor.

### Modifikationer
Sjunkbombskastarna togs bort 1936 och fler 200-kilos sjunkbomber fördes med i stället. Flottan omprövade sin taktik för ubåtsjakt efter krigsutbrottet i september och avsåg att återinföra sjunkbombskastarna, även om dessa var av en äldre modell än den som tidigare installerats; Chevalier Paul hade inte fått sin innan hon gick förlorad. Som en tillfällig åtgärd installerades ett par rälsar i aktern för 35-kilos sjunkbomber. Varje räls kunde rymma tre sjunkbomber och ytterligare tio förvarades i magasinet. Under fartygets luftvärnsombyggnad i slutet av 1940 och början av 1941 ersattes stormasten av en plattform för en dubbelmonterad 37-millimeters och två av hennes 37-millimeters enkelkanoner överfördes till plattformen medan de andra två enkelkanonerna togs bort. Hotchkiss-kulsprutorna omplacerades framför bryggan och ett par Browning 13,2-millimeters kulsprutor installerades på nya plattformar mellan skorstenarna. Hennes aktre torpedtub togs bort för att kompensera för den extra vikten. Chevalier Paul var planerad att få ett brittiskt Alpha 128 ASDIC-system, men sjönk innan det kunde installeras.

## Konstruktion och tjänstgöring
Chevalier Paul, döpt efter Chevalier Paul, beställdes den 1 februari 1930 från Forges et Chantiers de la Méditerranée som en del av 1929 års flottprogram, till en kostnad av 56 miljoner franc. Hon kölsträcktes vid deras varv i La Seyne-sur-Mer den 28 februari 1931, sjösattes den 21 mars 1932 och togs i tjänst den 24 augusti 1934. Hennes inträde i tjänst försenades när en av hennes växellådor överfördes till jagaren Aigle.
När Vauquelin-klassen togs i tjänst tilldelades de den 5:e och den nybildade 6:e lätta divisionen (Division légère (DL)) som senare ombetecknades till spaningsdivisioner (Division de contre-torpilleurs). Chevalier Paul och hennes systerfartyg Tartu och Cassard tilldelades den 5:e DL i gruppen av stora jagare (Groupe de contre-torpilleurs (GCT)) i den 3:e eskadern (3e Escadre), baserad i Toulon. Den 27 juni 1935 deltog alla Vauquelin-klass jagare, utom Cassard, i en flottuppvisning ledd av marinministern (Ministre de la Marine) François Piétri i Baie de Douarnenez efter kombinerade manövrar av 1:a och 2:a eskadern.
Efter det spanska inbördeskrigets utbrott i juli 1936 fick contre-torpilleurs och jagare i Medelhavet i uppdrag att hjälpa franska medborgare i Spanien och att patrullera de övervakningszoner som tilldelats Frankrike med en månatlig rotation som började den 24 september som en del av noninterventionsavtalet. GCT återgick till sin tidigare beteckning som 3:e lätta skvadronen den 15 september. Från och med den 1 oktober 1936 tillhörde Chevalier Paul, Tartu och Vauquelin den 5:e lätta divisionen medan Kersaint, Maillé Brézé och Cassard tillhörde den 9:e, vilka båda tillhörde Medelhavsskvadronen. I maj-juni 1938 seglade Medelhavseskadern i östra Medelhavet; eskadern ombetecknades till Medelhavsflottan (Flotte de la Méditerranée) den 1 juli 1939.
Den 27 augusti 1939, i väntan på krig med Nazityskland, planerade den franska marinen att omorganisera Medelhavsflottan till FHM med tre eskadrar. När Frankrike förklarade krig den 3 september beordrades omorganisationen och 3:e lätta skvadronen, som inkluderade 5:e och 9:e spaningsdivisionerna med alla fartyg av Vauquelin-klass, tilldelades 3:e skvadronen som överfördes till Oran, franska Algeriet, den 3 september. Den 5 april 1940 tilldelades den 5:e spaningsdivisionen med Chevalier Paul, Tartu och Maillé Brézé Force Z i väntan på en allierad invasion av Norge; deras uppdrag var att eskortera konvojer mellan Skottland och Norge. Den tyska invasionen den 9 april föregrep de allierade och Chevalier Paul började inte sina eskortuppdrag förrän i mitten av april när hon skyddade konvoj FP-1 som transporterade bergsinfanteri (5e Demi-Brigade de Chasseurs alpins) för att delta i Namsos-kampanjen den 19 april. Den 24-27 april eskorterade fartyget konvoj FP-2 som transporterade franska soldater till Harstad, Norge, för att delta i slaget om Narvik. Den 3-4 maj deltog hon tillsammans med Tartu, jagaren Milan och de brittiska jagarna HMS Sikh och HMS Tartar i ett misslyckat försök att genskjuta en tysk konvoj. Den 5:e spaningsdivisionen återvände till Toulon den 27 maj i väntan på att italienarna skulle gå med i kriget eftersom Medelhavsflottan var beredd att anfalla dem. Efter att de förklarat krig den 10 juni planerade flottan att attackera installationer på den italienska kusten. Chevalier Paul och resten av 5:e spaningsdivisionen var bland de fartyg som beordrades att anfalla mål i Vado Ligure den 14 juni. Jagaren fick i uppdrag att beskjuta oljetankar. Två italienska MAS-båtar på patrull försökte attackera de franska fartygen, men bara en kunde avfyra en torped innan de drevs iväg med lätta skador av den franska elden. Skadebedömningar efteråt avslöjade att liten skada hade orsakats trots att över 1 600 skott av alla kalibrar hade avfyrats.
Den franska Vichyregimen återupprättade FHM den 25 september efter att ha förhandlat fram regler som begränsade styrkans aktiviteter och antal med de italienska och tyska vapenstilleståndskommissionerna. Chevalier Paul, Tartu och Vauquelin tilldelades FHM den 15 november. Efter att de allierade invaderat Libanon och Syrien den 8 juni 1941 beordrade amiral François Darlan, krigs- och försvarsminister i Vichyregimen, Chevalier Paul att transportera ammunition till de franska fartygen i Beirut, Franska Libanon, med avresa den 11 juni. Han hade begärt tillstånd från tyskarna och italienarna att göra detta via ett radiomeddelande som britterna avkodade och varnade dem för fartygets uppdrag och rutt. Fartyget passerade den grekiska ön Kastellorizo den 15 juni och följde Turkiets kust för att försöka undvika att upptäckas av de brittiska styrkorna på Cypern, men ett brittiskt spaningsflygplan hittade henne kl. 18.15 den 15 juni. Sex torpedflygplan av typen Fairey Swordfish från Fleet Air Arm och 815 Naval Air Squadron anföll henne 50 nautiska mil (93 km) utanför den syriska kusten kl. 03.00 nästa morgon och torpederade henne till priset av en nedskjuten Swordfish.
Chevalier Paul bad om hjälp via radio och de franska jagarna Valmy och Guépard lämnade Beirut en timme senare för att komma till undsättning, men de blev nästan omedelbart genskjutna av den nyzeeländska lätta kryssaren Leander och jagarna HMS Jervis och HMS Kimberley och tvingades dra sig tillbaka till Beirut. Efter att franska flygplan drivit bort de allierade fartygen gav sig Valmy och Guépard återigen ut för att hjälpa Chevalier Paul, men de kom för sent och fartyget sjönk kl. 06.45 utanför Syriens kust. Valmy och Guépard räddade hela besättningen, utom sju saknade män, och besättningen på den sjunkna Swordfish-flygplanet.